# 3572 Leogoldberg
A 3572 Leogoldberg (ideiglenes jelöléssel 1954 UJ2) a Naprendszer kisbolygóövében található aszteroida. Indiana University fedezte fel 1954. október 28-án.